# 洛珊·西門
洛珊·西門（Roxanne 洛珊·西门）是一位美國詞曲作家。她曾与菲力普·貝利、菲爾·柯林斯、傑克森樂團、仁慈姐妹樂團、贝蒂·米德勒、地球風與火樂團、比利·休斯和張學友合作过。 她有两次艾美奖提名。
洛珊和比利·休斯是日本金唱片大奖年度国际单曲“Welcome To The Edge”的作曲人和制作人。  她曾为张学友、杨坤、声入人心男团、杨丞琳以及张亚东、高晓松等中国艺术家创作歌曲。她也是百老汇话剧《杀死一只知更鸟》和《韦弗利画廊》的制作人。

## 早期生涯与教育经历
洛珊出生在纽约，父母是犹太裔。父亲Murray Seeman是一名律师、房地产开发商，同时是一名学者、二战老兵，也是他们居住的地方Great Neck Estates的前任市长。 
10歲時，洛珊開始研習鋼琴並鑽研和弦和旋律。就讀馬鞍岩小學時，她拉起了小提琴。16歲的暑假，洛珊開始在伊萨卡學習吉他。高中時期，她申請了卡内基·梅隆大学、匹兹堡大学和宾夕法尼亚大学並立志成為一名優秀的藝術家。在卡内基·梅隆大学的一間音樂練習室，洛珊遇到了一位鋼琴老師並持續學習古典鋼琴。此外，她任職於學校活動委員會並管理樂隊在校演出。由于洛珊依舊十分熱愛爵士樂和藝術，她通過兩所大學之間的互惠協議进入匹兹堡大学深造。其中一門課程由匹茲堡大學的咆勃爵士薩克斯手和爵士研究主任Nathan Davis博士講授。洛珊學會了演奏許多爵士樂經典，比如《Giant Steps》、《Moment's Notice》與《Round Midnight》。
另外，她希望學習中國書法並报了一門漢語課，學習漢字。這促使洛珊作為轉學生申請到紐約的哥倫比亞大學。在那裡她参与了東方研究並融入了紐約市的音樂世界。夏天時，在長島，她曾和東尼·阿列斯學習鋼琴。東尼是與伍迪·賀曼、查利·帕克等人一起演奏的爵士鋼琴家。此外，洛珊還在羅蘭·漢納爵士那裡上了幾門課。
洛珊本科毕业于哥伦比亚大学巴纳德学院，主修东方研究、中国艺术和语言。她学习了中国、日本和印度的文学、艺术，并从周文中教授那里学习了中国音乐。

## 职业发展
洛珊在大西洋唱片公司和華納通訊公司擔任臨時秘書期間，晚上經常去紐約爵士樂俱樂部。洛珊隨後開始為爵士純音樂寫歌詞。她與David Lasley建立了合作關係。Lasley是一位與詹姆斯·泰勒一起巡演的歌曲創作人和歌手。Lasley演唱了由洛珊給爵士樂填詞的歌曲小樣。洛珊在紐約的爵士俱樂部時为蘭姆希·路易斯的器樂作品《龍舌蘭仿聲鳥》填寫了歌詞, 被迪·迪·布里姬沃特選錄成歌曲。自此，她開始了她的音樂創作生涯。
地球風與火樂團的賴瑞·鄧恩為這首歌寫了旋律，喬治·杜克製作唱片。由於這張唱片的關係, 洛珊跟地球風與火樂團的菲力普·貝利開始了多年的合作關係。她跟菲力普·貝利、莫里斯·懷特和Eduardo del Barrio共同創作了一首收錄在地球風與火樂團《Faces》專輯里的《Sailaway》。同時，作曲家卡邁·科波拉及夫人伊塔利婭·科波拉邀請洛珊一起將科波拉創作的電影主题配樂改編成歌曲。洛珊參與撰寫了電影《黑神駒》、《小教父》和《拿破崙》中主題配樂的歌詞。
洛珊開始與Lasley和其他創作者一起創作原創作品。在ABC Recording Studios與David Benoit、Bobby Watson、Eduardo del Barrio、David Garibaldi、Doug Rodrigues、Terry Reid、Hubert Laws、Sylvia St. James、Arnold McCuller還有ABC錄音工程師Al Schmitt, Jr.和Zoli Osaze一起用24道音軌的錄音技術製作音樂。
洛珊遇到了ABC的年輕錄音工程師兼磁帶圖書管理員Gerry Brown。Brown錄製並混音了洛珊的一首歌曲。從中二人合作愉快，洛珊告訴Brown他可以混合錄音她所有的歌曲。
1982 年，洛珊與Intersong Music、寶麗金音樂出版簽署了獨家作家協議。在簽訂合同期間，她與比利·休斯（Billie Hughes）一起寫了《Walking on The Chinese Wall》，然而她的出版商認為這首歌太不尋常了，不予發行。
洛珊成立了自己的出版發行公司Noa Noa Music。名字來源於她在歌詞中使用的塔希提語「noa noa」（芬芳的氣味）。
洛珊曾擔任二十世紀福斯製作部總監史考特·魯丁的執行助理。1987年，她在泰國曼谷幫由威廉·達福和格雷戈里·海因斯主演的電影《西貢》選角。

### 與比利·休斯共同創作
從1983年起，洛珊跟創作型歌手比利·休斯展開他們長期的合作關係，創作出品了許多音樂和唱片。
1991年, 洛珊和比利的在音樂上的努力在日本獲得肯定。他們共同創作和製作了冠軍單曲和專輯《Welcome To The Edge》。該專輯在《告示牌》日本前十榜單停留了四個月，銷量達到52萬張。洛珊和比利獲選當年日本NHK電視台“Grand Prix”獎（相當於美國的“葛萊美獎”）的“第一名年度國際單曲”。
該專輯也在東南亞地區發行，而且被許多知名的日本和華語歌手翻唱。2004年8月，富士電視發行《Welcome To The Edge》及翻唱版本《不再愛任何人》（もう誰も愛せない）和《Dreamlove》及翻唱版本《Ai To Lu Namae Nomo To Ni》的DVD。

### 歌曲創作生涯
《Walking on The Chinese Wall》是洛珊和比利最令人耳目一新的歌曲之一，作為主打歌收錄在菲力普·貝利的《Chinese Wall》專輯中，由菲爾·柯林斯製作。菲力普·貝利憑藉該專輯榮獲1985年葛萊美獎最佳R&B男歌手提名。2004年9月, 在北京的長城上首次舉辦了流行音樂演唱會，由艾莉西亞·凱斯擔綱壓軸主唱。《Walking On The Chinese Wall》是這場演唱會的閉幕歌曲。
1991年，贝蒂·米德勒發行洛珊和比利所寫的《昼与夜（Night And Day）》，這首歌成為了打榜單曲并被拍攝成音樂錄影帶。
1993年，仁慈姐妹樂團發行了歌曲《Under The Gun》，由洛珊、比利·休斯、德魯·愛爾德里奇共同創作，並由比利·休斯、德魯·愛爾德里奇製作. 這首歌成為了打榜單曲并被拍攝成音樂錄影帶。
洛珊在歐洲、亞洲和南美洲取得了成功, 為這些國家的經典歌曲撰寫英文歌詞。芭芭拉·史翠珊將洛珊填詞的巴西歌曲《Let's Start Right Now》錄製發表。這首歌收錄在芭芭拉·史翠珊的限量版專輯《A Love Like Ours》的贈品CD中。同時，這首歌也是芭芭拉·史翠珊國際單曲CD《If You Ever Leave Me》中的贈品歌曲。 
2002年，洛珊為亞雷漢德羅·桑斯創作了歌曲《Quisiera Ser》的英文版歌詞，並由後者在當年格萊美頒獎禮上與天命真女合唱。這首歌有英文與西班牙文兩個版本，其中英文版的過門部分由碧昂絲演唱。
2003年，傑曼·傑克森在電視節目《The View》上演唱了洛珊的《Let's Start Right Now》。
洛珊與莎拉·布萊曼和法蘭克·皮特森共同創作了《後宮》。該歌曲源自於葡萄牙民歌《海洋之歌》（Cancao do Mar）。莎拉·布萊曼的《後宮》專輯曾上《告示牌》的十大跨界古典音樂排行榜有80週之久。
2009年3月, 洛珊認識了來自柏林、在洛杉磯停留的菲利普·施泰因克，兩人開始了合作。洛珊與菲利普·施泰因克共同創作了《Amor En Suspenso（鱷魚的眼淚）》，被墨西哥“搖滾之后”亞歷山德拉·古斯曼收入專輯《Unico》，由EMI拉丁唱片發行。古斯曼與費南多·歐索里歐一同寫了西班牙語歌詞。洛珊跟施泰因克继续为張學友和林育羣创作歌曲。 
在2012年，澳大利亚布鲁斯摇滚歌手Saint Lu发行了歌曲《Falling For Your Love》。该曲由洛珊、Saint Lu與Jimmy Messer创作，收錄在她的专辑《2》中。
2014年10月21日, 地球風與火樂團在他们的第一个节日专辑《Holiday》中收錄了洛珊创作的歌曲《日日聖誕節》。
在2015年12月，阿根廷男高音Eduardo Bosio将洛珊作品《Part Of Me》的英文歌词和贝多芬的《月光奏鳴曲》结合为新歌录制并发行。
在2016年10月28日，瑞士裔節奏藍調放克和爵士長號演奏者尼爾斯·蘭德格林，又名紅色喇叭先生，發布了《Christmas With My Friends V》專輯，其中包含洛珊所作的《日日聖誕節》。專輯發布後，尼爾斯·蘭德格林在德國進行為期一個月的巡迴演唱會。《Christmas With My Friends V》系列達到金唱片認證，總共銷售125,000張專輯。

### 亞洲地區
2009年，洛珊開始了為華語樂壇巨星張學友新專輯的創作。與張學友的制作人杜自持一起，洛珊和其在歐洲的創作夥伴為張學友的新爵士專輯《Private Corner》完成了五首新歌，包括《不只有緣》、《Double Trouble》、《找對你》、《Let it Go》和《日日聖誕節》，其中最後一首是與菲利普·施泰因克共同創作的。張學友表示，雖然《日日聖誕節》有兩個中文改編版本，依然無法捕捉英文歌詞的意境，於是他錄製了此歌的英文版本。該專輯是張學友的第一張爵士樂專輯，發行后1周銷量即破白金。
在張學友錄製《Private Corner》的同時，他也在拍攝電影《月滿軒尼詩》并擔任男主角。歌曲《不只有緣》成為該電影的片尾曲。電影《月滿軒尼詩》與2010年3月12日上映，並成為香港國際電影節的開幕電影。
2009年8月，洛珊回到亞洲待了五周的時間。此后，她的許多創作被眾多亞洲歌手演唱和錄製。其中包括蔡旻佑（臺灣索尼）的《All Pumped Up》（打不倒男孩）、郭采潔（華納）的《Arrest Me》（派樂地）、鍾嘉欣（香港星娛樂）的《Cha Cha Cha》、以及楊丞琳的《Tick Tock》（青春鬥）。後者也作為插曲被收錄在楊丞琳和羅誌祥主演的電視劇《海派甜心》的原聲帶中。
2010年1月，洛珊和尼特一同前往香港，出席了香港環球唱片為張學友的《Private Corner》在九龍香格里拉大飯店舉行的新專輯新聞發布會。1月29日，張學友、洛珊和丹尼爾·尼特一起接受了香港著名電台主持人郭利民的採訪。
根据诺基亚的Ovi音乐下载趋势，香港四大天王之一的张学友憑藉 《日日聖誕節》这首圣诞歌曲进入2010年下载排名前10。张学友是首位进入此排名榜的中文歌手。
为了张学友的2011新年夜1／2世纪世界巡演首演，洛珊再度来到中国。之后她又参加了举办在上海、广州与北京的演唱会。《Double Trouble》在演唱会中是一大规模的表演。这隻曲目使用了18名舞者与25名乐者。
2011年，杨坤录制了由洛珊、弗雷德里克·山姆森（Fredrik Samsson）以及托贝斯·弗丝博（Tobias Forsberg）共同创作的歌曲《会不会》。这首歌由内地著名音乐制作人张亚东录制，并且作为主题曲在内地电影大片《密室2》中播放。
2011年11月，林育群的第二张个人专辑《Endlessly》收录了由洛珊、菲利普·施泰因克和芬兰·马丁（Finn Martin）共同创作的歌曲《Saving Grace》。
2012年5月，洛珊再次作为张学友1／2世纪世界巡演的嘉宾来到中国。在此期间，洛珊在北京和上海会见了许多知名歌手及唱片制作人，包括韩雪、爱戴等人。韩雪的由金牌大风發行的新专辑收录了西门的一首歌曲，爱戴也在她的新专辑中錄製並收錄了洛珊的歌曲。
2013年，洛珊为《菲律宾好声音》第八名选手保羅·旺沙创作了两首原创流行歌曲《Lucky In Love》、《Which Way, Robert Frost?》，这两首歌被保羅·旺沙收录在他2014年2月14日发行的新专辑《Pop Goes Standards》中。其中，《Lucky In Love》于2013年9月23日以单曲形式在网络上公开。
2015年3月7日，洛珊的歌曲《Caught In That Feeling》被《菲律宾好声音》冠军傑森·迪在全明星最后一集演唱。迪在此之后录制了这首歌的新版本作为首支单曲，并在2015年3月30日新专辑中发行。
2015年8月，保羅·旺沙因洛珊的歌曲《Which Way, Robert Frost?》在第28届阿维特奖中被提名为最佳男音乐人表现奖。
2015年8月7日，MCA菲律宾环球音乐发行了傑森·迪的个人同名专辑《傑森·迪》，其中收录了洛珊的歌曲《Caught In That Feeling》、《Turn Out The Night》和《When You Hear This Song》。
菲律宾女歌手Zendee Rose Tenerefe在录制完洛珊的歌曲《I Will Always Love You》并在YouTube上发行后名声鹊起。《When Love Calls Your Name》和《Watch This!》这两首歌都收录在Zendee的专辑《Z》里，并在2015年8月7日由MCA菲律宾环球音乐发行。
2016年9月22日，《菲律宾好声音》第二季中的13岁小将Kyle Echarri发行了洛珊与Philip Doron Bailey, jr.、Jens Hoy、Rasmus Rudolph Soegaard合写的歌曲《Our Moment》。
2017年4月28日，《菲律宾兒童好声音》第一季（2014）參賽者伊迪絲·特奧多羅（Edray Teodoro）發布了首張個人迷你專輯，其中包括洛珊、Tinashe Sibanda和Melody Hernandez Noel所作的歌曲《What You Doin' Tonight》。
2020年3月20日，声入人心男团在歌手2020表演了《Qui Con Me 你的色彩》。歌曲由洛珊共同创作。单曲《你的色彩》由迪卡唱片在3月27日发行。
2020年12月，李治廷发布歌曲"Won't You Be Mine。”该歌曲由李治廷、Daryl Wang和洛珊共同完成。
2021年7月30日，刘明湘发布歌曲“Ain't Gonna Wait”（没时间等你）。该歌曲由洛珊、Boon Hui Lu、I-Wei Wu和Victor Lau在MUST的歌曲创作营中共同创作。
2024年8月19日，陈立农发布新专辑《青春为名下部曲·泪》。专辑中的第三首歌《委屈求全(Compromise)》，由洛珊、高梵胜作词作曲。
2025年1月22日，电影《再见十八班》的24集衍生网剧《再见十八班》在中国爱奇艺视频平台首播，剧中使用并演奏了洛珊创作的《So Sad To Say Goodbye》。

### 電影和電視發展
洛珊創作的歌曲被收錄在眾多電影、電視、錄影帶和唱片中。
受切特·貝克之邀，洛珊傳作了《So Hard To Know》；這一歌曲被收錄在奧斯卡提名的紀錄片《Let's Get Lost》之中。该片紀錄了攝影師布魯斯·韋伯對於切特·貝克的音樂和人生的敬意，於2008年6月5日在倫敦首映。
1994年2月19日在賭城拉斯維加斯的米高梅飯店, ABC Live電視節目 《The Jackson Family Honors》特別錄製了洛珊、比利·休斯和傑曼·傑克森共同創作的歌曲 《If You'd Only Believe》。在節目最後，麥可·傑克森、特別嘉賓席琳·狄翁及其他歌手共同演唱了這首歌曲。
洛珊所作的《Welcome To The Edge》 在美國電視連續劇《圣芭芭拉》播出，並獲得了1991年艾美獎“最佳原創歌曲”的提名。 
1994年，洛珊和比利·休斯共同為電視劇《另一个世界》所創作的《Dreamlove》讓他們再次榮獲艾美獎“最佳原創歌曲”的提名。
1996年，日间连续剧《指路明燈》獲得艾美奖“最佳音乐指导和作曲奖”，洛珊因其与该剧音乐指导喬納森·費斯騰伯格的合作和贡献而获得特别认可。
洛珊与地球風與火樂團為史派克·李執導的電影《Get On The Bus》共同創作了歌曲《Cruisin'》。
《People And Places》這首歌由洛珊、ERA的艾力克·列維和地球風與火樂團的菲力普·貝利共同創作，該曲成為法國著名電影《La Vengenance d’Une Blonde》的片尾曲。
洛珊創作的《Hold On To The Good Things》是電影《一家之鼠2》的第二首片尾曲，並由葛萊美獎得奬歌手夏恩·柯文演唱。
洛珊和加文·格林納威為威廉·羅斯的電影《黑神驹前传》所創作的歌曲《Born To Ride》，由此部電影裡11歲的女演員 Biana Tamimi 演唱，並在2004年12月發行 DVD。
洛珊与丹尼·尼特为张学友合写了《不只有缘》。《不只有缘》出现在了由江志強制作的香港电影《月滿軒尼詩》的结尾。2010年3月21日，在第34届香港国际电影节的开幕式上，由汤唯和张学友主演的电影《月滿軒尼詩》作為開幕電影首映。
在阿里夫·馬丁的专辑《All My Friends Are Here》和紀錄片《The Greatest Ears in Town: The Arif Mardin Story》中，洛珊为阿里夫·馬丁的歌曲《So Blue》作词。該歌曲由夏卡·康和大衛·山朋所演繹。紀錄片《The Greatest Ears In Town》于2010年4月在第29届伊斯坦布尔国际电影节上映，並被提名為艾美奖“2011最佳长篇视频”。专辑《All My Friends Are Here》则在2010年6月15日发行。
由杨坤演唱，洛珊、弗雷德里克·山姆森以及托贝斯·弗丝博共同创作的歌曲《会不会》（Will We），成为2011年10月27日上映的电影《密室2》的主题曲。
自2012年6月起，洛珊的許多歌曲被收录在美国知名的有线电视频道Nickelodeon的电视剧《Hollywood Heights》中。
洛珊·西門和里卡多·科強特共同為《2013 義大利好聲音》的決賽選手埃爾海達·達尼創作了《When Love Calls Your Name》。憑藉這首歌，埃爾海達·達尼獲得了《2013 義大利好聲音》的年度總冠軍。
西门和Ludvigsen、Fossheim为Netflix出版、漫威作品改編的《夜魔俠》第二季第一集所创作的歌曲《青春斗》被杨丞琳演唱。

### 音樂劇
洛珊與音樂總監及作曲家肯納德·拉姆齊（Kennard Ramsey）共同創作了音樂劇《Jambalaya, the Musical》裡的歌曲：《Put It In The Pot》。該音樂劇的作家和導演為南希·格雷戈里（Nancy Gregory)。2016年11月30日，該音樂劇於新奥尔良的The Orpheum Theatre首映並持續演出四晚。12月21日，該劇追加演出三晚。在清晰频道通信公司推廣之下，該劇於7月6至9日重返舞台，在路易斯安那州梅泰裏的傑佛森表演藝術中心作壓軸演出。

### 百老匯製作人
洛珊和Jamie deRoy是斯科特·鲁丁的百老匯作品《殺死一隻知更鳥》和《韋弗里畫廊》的聯合製作人。第73屆托尼獎在2019年4月30日宣佈獲獎提名，其中《殺死一隻知更鳥》獲得9項提名，《韋弗里畫廊》獲得“最佳劇情片”和伊莱恩·梅的“最佳女主角”提名。
《韋弗里畫廊》獲得了紐約戲劇委員會獎“最佳復排話劇”和戲劇聯盟“最佳復排話劇”。Elaine May的表演獲得了托尼獎，紐約戲劇委員會獎和戲劇聯盟獎。

### 退伍軍人歷史計畫
作為倡導者，在退伍軍人歷史計劃20週年紀念活動慶典上，洛珊為二戰老兵Murray Seeman獻唱，並且介紹了他捐獻給美國國會圖書館檔案的採訪視頻、照片、和信件。鋼琴家Elise Solberg伴同Hannah Goldblatt演唱了洛珊與Charles Fox作曲的《In Love And War》。這場表演被Mack Sennett Studio拍成了短片，並在2020年11月7日在華盛頓特區的國會圖書館現場放映。
2021年阵亡将士纪念日的周末，洛珊与Solberg和GoldBlatt在The Jeremiah Show中谈论了他们为退伍军人历史计划所表演的"In Love And War。“

## 專輯作品
| 演出者                                            | 專輯名稱                           | 角色 |
| ------------------------------------------------- | ---------------------------------- | ---- |
| 菲爾·柯林斯《Plays Well With Others》/菲力普·貝利 | Walking On The Chinese Wall        | 作者 |
| The Stanley Clarke Band                           | Lost In A World                    | 作者 |
| 地球風與火樂團                                    | Everyday Is Christmas              | 作者 |
| 阿里夫·馬丁 feat. 夏卡·康與大衛·山朋              | So Blue                            | 作者 |
| 亞歷山德拉·古斯曼                                 | Amor en Suspenso (Crocodile Tears) | 作者 |
| 莎拉·布萊曼                                       | Harem (single)                     | 作者 |
| 夏恩·柯文                                         | Hold On To The Good Things         | 作者 |
| 芭芭拉·史翠珊                                     | Let's Start Right Now              | 作者 |
| 黛安·索爾                                         | I'd Fly                            | 作者 |
| 菲力普·貝利                                       | Sailaway                           | 作者 |
| 菲莉絲·海曼                                       | Maybe Tomorrow                     | 作者 |
| 地球風與火樂團                                    | Divine                             | 作者 |
| 瑪麗莎·曼徹斯特                                   | Heart of Love                      | 作者 |
| 菲力普·貝利                                       | Yours                              | 作者 |
| 仁慈姐妹樂團                                      | Under The Gun (single)             | 作者 |
| 地球風與火樂團                                    | Cruising                           | 作者 |
| Double You                                        | Walking On The Chinese Wall        | 作者 |
| Laima                                             | Dreamlove                          | 作者 |
| 瑞蒂·克勞福                                       | If You'd Only Believe              | 作者 |
| 比利·休斯                                         | Dreamlove                          | 作者 |
| 比利·休斯                                         | Welcome To The Edge (single)       | 作者 |
| 贝蒂·米德勒                                       | Night & Day (single)               | 作者 |
| 傑克森五人組                                      | If You'd Only Believe              | 作者 |
| 切特·貝克/Rique Pantoja                           | So Hard To Know                    | 作者 |
| Angela Bofill/Peabo Bryson                        | For You & I                        | 作者 |
| Terri Gonzalez                                    | Dynamic Attraction                 | 作者 |
| The Manhattans                                    | Maybe Tomorrow                     | 作者 |
| The Four Tops/Phyllis Hyman                       | Maybe Tomorrow                     | 作者 |
| 瑞蒂·克勞福                                       | Actual Emotional Love              | 作者 |
| The Triplets                                      | Win Your Love                      | 作者 |
| Jamie Bond (The Heavenly Kid soundtrack)          | Heart of Love (single)             | 作者 |
| 地球風與火樂團                                    | Straight From the Heart            | 作者 |
| 黛安·瑞芙                                         | Passageway                         | 作者 |
| 史蒂芬妮·米爾斯                                   | Wailin'                            | 作者 |
| Revelation                                        | Without Love                       | 作者 |
| Sylvia St. James                                  | Grace                              | 作者 |
| 史坦利·杜倫亭                                     | Only You & Me                      | 作者 |
| 黛博拉·洛斯                                       | Meant For You (single)             | 作者 |
| 黛博拉·洛斯                                       | All The Things I Love              | 作者 |
| Jean Carne                                        | Don't Say No (To Love)             | 作者 |
| 地球風與火樂團                                    | Sailaway                           | 作者 |
| Switch/傑曼·傑克森                                | Reaching for Tomorrow              | 作者 |
| 迪·迪·布里姬沃特                                  | Tequila Mockingbird                | 作者 |

## 國際合作
| 歌曲                                    | 錄音藝人                                      | 作詞作曲人                             | 製作人                       | 唱片公司                       | 國家地區  |
| --------------------------------------- | --------------------------------------------- | -------------------------------------- | ---------------------------- | ------------------------------ | --------- |
| 沒時間等你（Ain't Gonna Wait）          | 劉明湘                                        | 洛珊·西门 - 吳易緯 - 文慧如            | 劉偉德                       | 湘湘工作室                     | 中国      |
| Won't You Be Mine                       | 李治廷                                        | 洛珊·西门 - 李治廷 - Daryl K - 王凯玉  | 陳考威                       | 浩龙音乐                       | 中国      |
| 你的色彩                                | 聲入人心男團                                  | 洛珊·西门 - Moring - Komsky - 程何     | Nick Patrick - 金希映        | 迪卡唱片                       | 中国      |
| 錯對了 (Wrong But Right)                | 文慧如                                        | 洛珊·西门- 文慧如 - 劉偉德 - 吳易緯    | 王治平                       | HIM Music                      | 台湾      |
| Everyday Is Christmas                   | Nils Landgren                                 | 洛珊·西门 - Steinke                    |                              | ACT Music                      | 歐洲      |
| What You Doin′ Tonight                  | Edray Teodoro                                 | 洛珊·西门 - Hernandez - Sibanda        | Francis Guevarra             | 环球音乐集团                   | 菲律賓    |
| Our Moment                              | Kyle Echarri                                  | 洛珊·西门 - Bailey - Hoy - Soegaard    | Francis Guevarra             | 环球音乐集团                   | 菲律賓    |
| Caught In That Feeling                  | Jason Dy                                      | 洛珊·西门 - Lindstrom - Samsson        | Francis Guevarra             | 环球音乐集团                   | 菲律賓    |
| When You Hear This Song                 | Jason Dy                                      | 洛珊·西门 - Nitt                       | Francis Guevarra             | 环球音乐集团                   | 菲律賓    |
| Turn Out The Night                      | Jason Dy                                      | 洛珊·西门 - Moring - Messinger         | Francis Guevarra             | 环球音乐集团                   | 菲律賓    |
| Which Way, Robert Frost?                | Paolo Onesa                                   | 洛珊·西门 - Steinke                    | Francis Guevarra             | 环球音乐集团                   | 菲律賓    |
| Lucky In Love                           | Paolo Onesa                                   | 洛珊·西门 - Nitt                       | Francis Guevarra             | 环球音乐集团                   | 菲律賓    |
| When Love Calls Your Name               | Elhaida Dani                                  | 洛珊·西门 - Cocciante                  | Riccardo Cocciante           | 环球音乐集团                   | 義大利    |
| Falling For Your Love                   | Saint Lu                                      | 洛珊·西门 - Saint Lu - Messer          | Patrik Majer                 | 华纳音乐                       | 德国      |
| 愛就一把火（Lonely Kiss）               | 韓雪                                          | 洛珊·西门 - Christensen - Lange - Munk | 韓雪                         | 金牌大风                       | 中国      |
| Saving Grace                            | 林育群                                        | 洛珊·西门 - Steinke - Martin           |                              | 索尼音乐                       | 台湾 中国 |
| 會不會 (Will We)                        | 楊坤                                          | 洛珊·西门 - Samsson - Forsberg         | 張亞東                       |                                | 中国      |
| Reach Out (That′s What It′s All About)  | Oslo Soul Children                            | 洛珊·西门 - Fossheim - Ludvigsen       | Olav Fossheim                | MTG Music                      | 挪威      |
| No One Knows                            | 鄧麗欣                                        | 洛珊·西门 - Fossheim - Ludvigsen       | Gary Chan                    | 金牌大风                       | 香港 中国 |
| 一首想念的歌（When You Hear This Song） | 蘇醒                                          | 洛珊·西门 - Nitt                       | 薛忠銘                       | 索尼音乐                       | 中国      |
| 派樂地（Arrest Me）                     | 郭采潔                                        | 洛珊·西门 - Grubert - Zuckowski        | 陳信安                       | 华纳音乐                       | 台湾 中国 |
| Everyday Is Christmas                   | 張學友                                        | 洛珊·西门 - Steinke                    | 杜自持                       | 环球音乐集团                   | 中国      |
| 不只有緣                                | 張學友                                        | 洛珊·西门 - Nitt                       | 杜自持                       | 环球音乐集团                   | 香港 中国 |
| Double Trouble                          | 張學友                                        | 洛珊·西门 - Fossheim Ludvigsen         | 杜自持                       | 环球音乐集团                   | 香港 中国 |
| 找對你                                  | 張學友                                        | 洛珊·西门 - Steinke                    | 杜自持                       | 环球音乐集团                   | 香港 中国 |
| Let It Go                               | 張學友                                        | 洛珊·西门 - Lindstrom - Musto          | 杜自持                       | 环球音乐集团                   | 香港 中国 |
| 青春鬥（Tick Tock）                     | 楊丞琳                                        | 洛珊·西门 - Fossheim - Ludvigsen       | 杜自持                       | 索尼音乐                       | 台湾 中国 |
| 青春鬥（Tick Tock）                     | 楊丞琳                                        | 洛珊·西门 - Fossheim - Ludvigsen       | 杜自持                       | 索尼音乐                       | 日本      |
| Cha Cha Cha                             | 鐘嘉欣                                        | 洛珊·西门 - Fossheim - Ludvigsen       | 杜自持                       | 星娛樂                         | 香港 中国 |
| 打不倒男孩（All Pumped Up）             | 蔡旻佑                                        | 洛珊·西门 - Grubert - Zuckowski        |                              | 索尼音乐                       | 台湾 中国 |
| Caught In That Feeling                  | Daniel Lindstrom                              | 洛珊·西门 - Lindstrom - Samsson        | Fredrik Samsson - Moh Denebi | Laluff Music                   | 瑞典      |
| Let′s Start Right Now                   | Leila Maria                                   | 洛珊·西门 - Silva - Bastos             |                              | Rob Digital                    | 巴西      |
| Goodnite But Not Goodbye                | Nina                                          | 洛珊·西门 - Keller - Oberoff           |                              | 華納音樂                       | 菲律賓    |
| Welcome To The Edge                     | 比利·休斯                                     | 洛珊·西门 - 比利·休斯 - Messinger      | 比利·休斯                    | 波麗佳音，Warner SE Asia       | 日本      |
| Welcome To The Edge                     | 比利·休斯                                     | 洛珊·西门 - 比利·休斯 - Messinger      | 洛珊·西门                    | 波麗佳音，Warner SE Asia       | 東南亞    |
| Theme From The Edge                     | 比利·休斯                                     | 洛珊·西门 - 比利·休斯 - Messinger      | 比利·休斯                    | 波麗佳音，Warner SE Asia       | 日本      |
| Theme From The Edge                     | 比利·休斯                                     | 洛珊·西门 - 比利·休斯 - Messinger      | 洛珊·西门                    | 波麗佳音，Warner SE Asia       | 東南亞    |
| Hurricane                               | 比利·休斯                                     | 洛珊·西门 - 比利·休斯 - Messinger      | 比利·休斯                    | 波麗佳音，Warner SE Asia       | 日本      |
| Hurricane                               | 比利·休斯                                     | 洛珊·西门 - 比利·休斯 - Messinger      | 洛珊·西门                    | 波麗佳音，Warner SE Asia       | 東南亞    |
| Night & Day                             | 比利·休斯                                     | 洛珊·西门 - 比利·休斯 - Messinger      | 比利·休斯                    | 波麗佳音，Warner SE Asia       | 日本      |
| Night & Day                             | 比利·休斯                                     | 洛珊·西门 - 比利·休斯 - Messinger      | 洛珊·西门                    | 波麗佳音，Warner SE Asia       | 東南亞    |
| I′ll See You Again                      | 比利·休斯                                     | 洛珊·西门 - 比利·休斯 - Messinger      | 比利·休斯                    | 波麗佳音，Warner SE Asia       | 日本      |
| I′ll See You Again                      | 比利·休斯                                     | 洛珊·西门 - 比利·休斯 - Messinger      | 洛珊·西门                    | 波麗佳音，Warner SE Asia       | 東南亞    |
| Two Worlds Apart                        | 比利·休斯                                     | 洛珊·西门 - 比利·休斯 - Messinger      | 比利·休斯                    | 波麗佳音，Warner SE Asia       | 日本      |
| Two Worlds Apart                        | 比利·休斯                                     | 洛珊·西门 - 比利·休斯 - Messinger      | 洛珊·西门                    | 波麗佳音，Warner SE Asia       | 東南亞    |
| The Blue Line                           | 比利·休斯                                     | 洛珊·西门 - 比利·休斯 - Messinger      | 比利·休斯                    | 波麗佳音，Warner SE Asia       | 日本      |
| The Blue Line                           | 比利·休斯                                     | 洛珊·西门 - 比利·休斯 - Messinger      | 洛珊·西门                    | 波麗佳音，Warner SE Asia       | 東南亞    |
| Dreamlove                               | 比利·休斯                                     | 洛珊·西门 - 比利·休斯 - Messinger      | 比利·休斯                    | 波麗佳音，Warner SE Asia       | 日本      |
| Dreamlove                               | 比利·休斯                                     | 洛珊·西门 - 比利·休斯 - Messinger      | 洛珊·西门                    | 波麗佳音，Warner SE Asia       | 東南亞    |
| Wish You Were Around                    | 比利·休斯                                     | 洛珊·西门 - 比利·休斯 - Messinger      | 比利·休斯                    | 波麗佳音，Warner SE Asia       | 日本      |
| Wish You Were Around                    | 比利·休斯                                     | 洛珊·西门 - 比利·休斯 - Messinger      | 洛珊·西门                    | 波麗佳音，Warner SE Asia       | 東南亞    |
| Expectations Of Love                    | 比利·休斯                                     | 洛珊·西门 - Bailey - Sigman - Robbins  | 洛珊·西门                    | Passion                        | 英國      |
| Expectations Of Love                    | David Lasley                                  | 洛珊·西门 - Bailey - Sigman - Robbins  | 洛珊·西门                    | Passion                        | 英國      |
| Will To Survive                         | David Lasley                                  | 洛珊·西门 - Oliver - Dreau             | 洛珊·西门Oliver              | Passion                        | 英國      |
| Night Of Our Lives                      | David Lasley                                  | 洛珊·西门 - Oliver - Messinger         | 洛珊·西门 Oliver             | Passion                        | 英國      |
| Revelations                             | David Lasley                                  | 洛珊·西门 - Oliver                     | 洛珊·西门Oliver              | Passion                        | 英國      |
| Meant For You                           | David Lasley                                  | 洛珊·西门 - Lasley                     | Lasley 洛珊·西门             | Cool Sounds                    | 日本      |
| Your Voice                              | David Lasley                                  | 洛珊·西门 - Lasley                     | Lasley 洛珊·西门             | Cool Sounds                    | 日本      |
| Til I Walk With You                     | David Lasley                                  | 洛珊·西门- Lasley                      | Lasley 洛珊·西门             | Cool Sounds                    | 日本      |
| Eight Titles                            | Liane Foly                                    | 洛珊·西门 - Liane Foly                 | Mars Lasar                   | 維京唱片（法國）               | 歐洲      |
| I′d Fly                                 | Cocciante & Bellenis                          | 洛珊·西门 - Cocciante Dreau            | Richard Cocciante            | 維京唱片（義大利） & 索尼      | 歐洲      |
| Show Me                                 | Barbara Weathers                              | 洛珊·西门 - Cocciante                  | Jeffrey Weber                | Polygram                       | 日本      |
| For You And I                           | Paola Mei                                     | 洛珊·西门 - Del Barrio                 |                              | Interbeat                      | 義大利    |
| People And Places                       | Philip Bailey & Dee Dee Bridgewater           | 洛珊·西门 - Bailey - Levi              | Eric Levi                    | BMG France                     | 法國      |
| People And Places                       | Philip Bailey & Dee Dee Bridgewater           | 洛珊·西门 - Bailey - Levi              | Eric Levi                    | BMG France                     | 亞洲      |
| Walking On The Chinese Wall             | Philip Bailey/Una Canzone                     | 洛珊·西门 - 比利·休斯                  | Phil Collins                 | P.M./Sony                      | 義大利    |
| Walking On The Chinese Wall             | Indiana                                       | 洛珊·西门 - 比利·休斯                  |                              | Blanco Y Negro                 | 西班牙    |
| Welcome To The Edge                     | Santa Barbara Soundtrack                      | 洛珊·西门 - 比利·休斯 - Messinger      |                              | Intercord                      | 德國      |
| Welcome To The Edge                     | Wink (日本组合)                               | 洛珊·西门 - 比利·休斯 - Messinger      |                              | 寶麗思達                       | 日本      |
| Welcome To The Edge                     | Mie Yamamoto                                  | 洛珊·西门 - 比利·休斯 - Messinger      |                              | Apollo Sounds                  | 日本      |
| Welcome To The Edge                     | Bon Chic                                      | 洛珊·西门 - 比利·休斯 - Messinger      |                              | Teichiku                       | 日本      |
| Welcome To The Edge                     | The Nolans                                    | 洛珊·西门 - 比利·休斯 - Messinger      |                              | 維京唱片                       | 日本      |
| Welcome To The Edge                     | Bill Champlain                                | 洛珊·西门 - 比利·休斯 - Messinger      |                              | King                           | 日本      |
| Welcome To The Edge                     | The Best Hits Of T.V Theme                    | 洛珊·西门 - 比利·休斯 - Messinger      |                              | Toshiba / EMI                  | 日本      |
| Welcome To The Edge                     | New Energy Beat                               | 洛珊·西门 - 比利·休斯 - Messinger      |                              | 波麗佳音                       | 日本      |
| Welcome To The Edge                     | Fuji Television Themes                        | 洛珊·西门 - 比利·休斯 - Messinger      |                              | Nippon Phonogram               | 日本      |
| Welcome To The Edge                     | Crystal Sound Orchestra                       | 洛珊·西门 - 比利·休斯 - Messinger      | Valentin Coupeau             | Alfa Records Compilations      | 日本      |
| Welcome To The Edge                     | 李樂詩                                        | 洛珊·西门 - 比利·休斯 - Messinger      |                              | 嘉音唱片 华纳音乐              | Hong Kong |
| Welcome To The Edge                     | 蔡立兒                                        | 洛珊·西门 - 比利·休斯 - Messinger      |                              | 华纳音乐                       | Hong Kong |
| Night And Day                           | Jasmine                                       | 洛珊·西门 - 比利·休斯                  |                              | 波麗佳音                       | 日本      |
| Night And Day                           | Jasmine                                       | 洛珊·西门 - 比利·休斯                  | Hong Kong                    | 波麗佳音                       |           |
| Night And Day                           | 蔡立兒                                        | 洛珊·西门 - 比利·休斯                  |                              | 华纳音乐                       | Hong Kong |
| Love Is An Art                          | Wink (日本组合)                               | 洛珊·西门 - 比利·休斯 - Keller         |                              | 寶麗思達                       | 日本      |
| My World                                | Wink (日本组合)                               | 洛珊·西门 - 比利·休斯                  |                              | 寶麗思達                       | 日本      |
| Night And Day                           | Wink (日本组合)                               | 洛珊·西门 - 比利·休斯                  |                              | 寶麗思達                       | 日本      |
| Mysterious                              | Wink (日本组合)                               | 洛珊·西门 - Curiale                    |                              | 寶麗思達                       | 日本      |
| The Hotter The Night                    | Sachiko Suzuki                                | 洛珊·西门 - Goldberg - ST. James       |                              | 寶麗思達                       | 日本      |
| Expectations Of Love                    | David Lasley                                  | 洛珊·西门 - Bailey - Sigman - Robbins  | 洛珊·西门                    | Crazy Time Magazine            | 義大利    |
| Yours                                   | Scott Mayo                                    | 洛珊·西门 - Bailey - Wild              | 洛珊·西门                    | New Sounds Monografie Magazine | 義大利    |
| Night Of Our Lives                      | David Lasley                                  | 洛珊·西门 - Oliver - Messinger         | 洛珊·西门 Oliver             | Crazy Time Magazine            | 義大利    |
| Ready To Fall In Love                   | David Lasley                                  | 洛珊·西门 - Lasley - Barken - Black    |                              | Crazy Time Magazine            | 義大利    |
| Winter, Summer                          | Steve Tavaglione                              | 洛珊·西门 - Bailey - Wild              | 洛珊·西门                    | New Age Magazine ″sky″ Sampler | 義大利    |
| Night Of Our Lives                      | David Lasley                                  | 洛珊·西门 - Oliver - Messinger         | 洛珊·西门 Oliver             | Crazy Time Magazine            | 義大利    |
| Night Of Our Lives                      | Steve Tavaglione                              | 洛珊·西门 - Oliver - Messinger         | 洛珊·西门 Oliver             | New Sounds Monografie Magazine | 義大利    |
| Yours                                   | Philip Bailey                                 | 洛珊·西门 - Bailey - Wild              | 洛珊·西门 Bailey             | Crazy Time Magazine            | 義大利    |
| For You & I                             | Satoshi Ikeda                                 | 洛珊·西门 - Del Barrio                 |                              | 日本古倫美亞                   | 日本      |
| Love Is An Art                          | Joe Yamanaka                                  | 洛珊·西门 - 比利·休斯 - Keller         | Bunetta Chudakoff            | Bunetta, Chudakoff & Kitajima  | 日本      |
| I Don′t Mind                            | Joe Yamanaka                                  | 洛珊·西门 - Steele - Del Barrio        | Bunetta Chudakoff            | Bunetta, Chudakoff & Kitajima  | 日本      |
| What Will We Do Now                     | Yuki Kuni                                     | 洛珊·西门 - 比利·休斯                  | Osamu Kitajima               | Higher Octave / 日本古倫美亞   | 日本      |
| The Blue Line                           | Iwasake Yoshimi                               | 洛珊·西门 - 比利·休斯                  | Bobby Watson                 | 索尼音樂（日本）               | 日本      |
| One Step                                | Kazuo Takeda                                  | 洛珊·西门- Ballard - Marcoulier        | Ballard Marcoulier           | JVC建伍胜利娱乐/Victor         | 日本      |
| My World                                | Zoe Heywood                                   | 洛珊·西门 - 比利·休斯                  | Yasohachi′ 88                | 索尼音樂（日本）               | 日本      |
| Expectations Of Love                    | Jeff Sigman                                   | 洛珊·西门 - Bailey - Sigman - Robbins  | 洛珊·西门                    | 寶利多                         | 日本      |
| Love Brought Us Here                    | Rique Pantoja                                 | 洛珊·西门 - Pantoja                    | Pantoja                      | 波麗佳音 WEA                   | 日本 巴西 |
| In A Night                              | Rique Pantoja                                 | 洛珊·西门 - Pantoja                    | Pantoja                      | 波麗佳音 WEA                   | 日本 巴西 |
| I′ll See You Again                      | Allan Clarke                                  | 洛珊·西门 - 比利·休斯                  | Tony Taverner                | 环球音乐集团                   | 德國      |
| I′ll See You Again                      | (The Hollies)                                 | 洛珊·西门 - 比利·休斯                  | Tony Taverner                | 环球音乐集团                   | 德國      |
| Every Heart Has A Vision                | Allan Clarke                                  | 洛珊·西门 - 比利·休斯                  | Tony Taverner                | 环球音乐集团                   | 德國      |
| Every Heart Has A Vision                | (The Hollies)                                 | 洛珊·西门 - 比利·休斯                  | Tony Taverner                | 环球音乐集团                   | 德國      |
| Mwanzia                                 | Roger Christian                               | 洛珊·西门 - 比利·休斯                  | Gary Katz                    | 环球音乐集团                   | 英國      |
| Love Is An Art                          | Pernilla Wahlgren                             | 洛珊·西门 - 比利·休斯 - Keller         | Ingrosso & Bolyos            | Sonet/環球音樂                 | 瑞典      |
| Walking On The Chinese Wall             | Young Talent Team Now & Then 15th Anniversary | 洛珊·西门 - 比利·休斯                  |                              | Hammond TV Prods/Records       | 澳大利亞  |
| Anna Maria                              | Tsu - Ba - Sa                                 | 洛珊·西门 - 比利·休斯                  | Giroh Gotoh                  | 索尼音乐                       | 日本      |
| The Way You Make Me Feel                | Paper Balloon                                 | 洛珊·西门 - 比利·休斯 - Nelson         | 比利·休斯 & Gotoh            | West Wings                     | 日本      |
| The Outside In                          | Paper Balloon                                 | Coppola - Pennino - 洛珊·西门          | Henry Lewy                   | 2nd Avenue King                | 日本      |
| The Outside In                          | I Ragazzi Della 56ª Strada                    | Coppola - Pennino - 洛珊·西门          | Carmine Coppola              | Ricordi                        | 義大利    |
| Heart On The Line                       | Grace Kennedy                                 | 洛珊·西门 - Phillips                   | Philip Swirn                 | DJM                            | 英國      |
| Heart On The Line                       | Grace Kennedy                                 | 洛珊·西门 - Phillips                   | Philip Swirn                 | DJM                            | 南非      |
| Tequila Mockingbird                     | Its                                           | 洛珊·西门 - Dunn                       | Akira Taguchi                | JVC建伍胜利娱乐                | 日本      |
| Bittersweet                             | Its                                           | 洛珊·西门 - Ritenour                   | Akira Taguchi                | JVC建伍胜利娱乐                | 日本      |